# Georges-Louis Le Sage

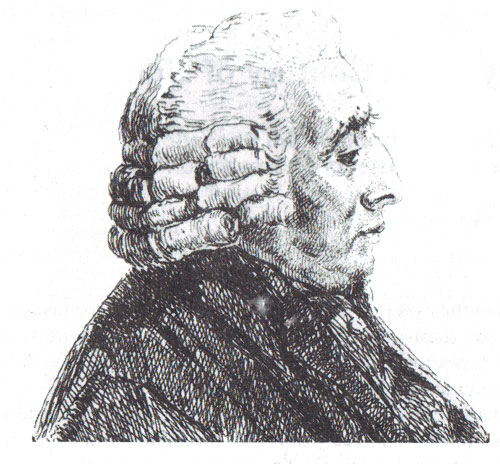
Georges-Louis Le Sage

Georges-Louis Le Sage (n. 13 iunie 1724 la Geneva - d. 9 noiembrie 1803 la Geneva) a fost un fizician elvețian, cunoscut pentru elaborarea unei teorii speciale a gravitației (Teoria lui Le Sage asupra gravitației), pentru inventarea telegrafului electric și pentru anticiparea teoriei cinetice a gazelor.
De asemenea, a fost unul dintre contribuitorii la celebra Encyclopédie.
A fost membru străin al Royal Society.